# Первый международный панк-фестиваль
The 100 Club Festival (или «Первый международный панк-фестиваль») — организованная и проведённая Малкольмом МакЛареном (при поддержке менеджера The Clash Берни Роудса) полуимпровизированная двухдневная серия концертов в лондонском клубе «100». Мероприятие получило широкую огласку и имело историческое значение для развития всего панк-движения.

## История
20 сентября 1976 года (в понедельник вечером) в клубе «100» выступили — сначала две на тот момент совершенно новых группы, Subway Sect и Siouxsie & the Banshees, затем — лидеры движения: The Clash и The Sex Pistols.

Малкольму катастрофически не хватало участников. «Мне нужна ещё группа!» — волновался он. «У нас есть своя группа!» — соврала я. На следующий день мы собрались на первую репетицию: я, Марко Пиррони, Стив Северин и Сид Вишес на ударных. Последний давно болтался вокруг Sex Pistols, а знаменит стал после того, как избил Ника Кента (журналиста NME). Фильм «The Cry Of The Banshee» к тому времени шел в кинотеатрах уже несколько дней: так у нас появилось название.— Сьюзи Сью, Siouxsie & the Banshees
У Siouxsie & the Banshees тут же возник конфликт с Берни Роудсом, который потребовал, чтобы Сьюзи и Марко отказались от тех атрибутов одежды, на которых была свастика. «Она вышла на сцену и в тот же момент словно бы выдала панк-року стилистическое определение. Ни намека на музицирование, все спонтанно: выход — и перформанс. Это было программное заявление. Наверное, за это я Сьюзи возненавидел навсегда», — рассказывал Рэт Скэбис, барабанщик The Damned.
По общему мнению сильнейшей группой Фестиваля были The Clash, в последний раз исполнившие вещи своего раннего репертуара (в частности, «How Can I Understand The Flies?»). Хорошо были приняты и The Sex Pistols, в свой сет впервые включившие будущий дебютный сингл «Anarchy In The UK».
21 сентября во вторник на сцену вышли Крис Спеддинг, временно возглавивший The Vibrators, The Damned, The Buzzcocks и французская группа The Stinky Toys.
МакЛарен решил выставить меня, как проверенного бойца, в качестве приманки. Я был единственным из участников фестиваля, у кого были уже не только релизы, но и хит-сингл («Motor Biking», 1975). К панк-року я всегда относился с симпатией, а в маклареновском магазине <Sex> так и вовсе был завсегдатаемКрис Спеддинг
Состав участников второго дня фестиваля был заметно слабее, причем причиной раздора оказались The Damned: в отношении к ним аудитория разделилась. Стив Дигглс (The Buzzcocks) считал, что они со своим костюмированным шоу стали украшением программы вечера, а все остальные (включая его группу) «были совершенно ужасны». Однако большинство присутствующих не разделяло его мнения.

До этого дня мы играли вместе еще очень мало, но уже получили контракт и готовы были обойти Pistols: во всяком случае, МакЛарен явно чувствовал с нашей стороны эту угрозу. Зал принимал нас очень неплохо, но потом вдруг кто-то швырнул на сцену бутылку и несколько человек получили ранения. Мы прекратили играть и заорали о том, что такое поведение считаем позорным. Мы были вне себя от бешенства.— Рэт Скэйбиз, The Damned.
«Бутылку бросил Сид: мы со Сьюзи стояли с ним рядом. Он метил в The Damned и тут мы были с ним солидарны, потому что не могли понять: Как эти-то здесь появились?.. Это же курортная пантомима какая-то…» — вспоминал Стив Северин (Siouxsie & the Banshees).
В зале к изумлению присутствующих немедленно появился полицейский наряд из 12 человек: они скрутили Вишеса, а заодно бросили в машину и журналистку Кэролайн Кун, которая пыталась его защитить. «Нас поместили в соседние камеры и я слышала крики Сида, когда его избивали. За меня внес залог Release (комитет помощи осужденным наркоманам, которую сама Кун образовала еще в 60-х годах) и я тут же отправилась в „Клуб 100“ продолжать репортаж», — рассказывала Кэролайн Кун, журналистка Sounds и Melody Maker.
Джон Лайдон: 
Я так и не узнал правду о том, что же произошло. Говорили о какой-то поранившейся осколками девушке, но публике пострадавшую так и не предъявили. Вы же знаете, как у нас управляют прессой: первая версия остается «навеки единственной», опровержений тут не бывает.
«Мы со Сьюзи навестили Сида после ареста: его держали в Эшфордском центре предварительного заключения, в Кенте. У него был подбит глаз. И сам он был мрачнее тучи. Таково мое последнее о Сиде воспоминание», — говорил Стив Северин. «В тот вечер панк впервые возник на карте рок-н-ролла. А нас там даже и не было. Мы к тому времени уже в Уэльсе давали концерт», — говорил Глен Мэтлок, The Sex Pistols.